# Прапор Ямпільського району (Вінницька область)
Не варто плутати з прапором Ямпільського району Сумської області.
Пра́пор Я́мпільського райо́ну — офіційний символ Ямпільського району Вінницької області, затверджений 22 січня 2002 року рішенням сесії Ямпільської районної ради.
Втратив чинність після місцевих виборів 25 жовтня 2020 року.[джерело?]

## Опис
Прапор являє собою прямокутне полотнище зі співвідношенням сторін 2:3 і поділений блакитно-жовтою хвилястою смугою на дві частини: верхню малинову та нижню зелену. У центрі розміщено жовтий лапчастий хрест, обрамований золотистим кольором.

## Символіка
Символіка прапора полягає в наступному:
- Хвиляста смуга символізує кольори державного прапора України.
- Малиновий колір часто використовувався в прапорах козацької доби.
- Зелений колір означає аграрний сектор регіону.
- Хрест — символ глибоких історичних традицій козацького краю.